# Lihpolje
Lihpolje (nemško Lichtpold) je naselje v Občini Vernberk v Okraju Beljak-dežela na Koroškem v Avstriji.